# Mario Grech
Mario Grech (sinh năm 1957) là một Hồng y người Malta của Giáo hội Công giáo Rôma. Ông hiện đảm trách vai trò Tổng thư ký Thượng Hội đồng Giám mục .

## Tiểu sử
Hồng y Grech sinh ngày 20 tháng 2 năm 1957 tại Qala, thuộc Giáo phận Gozo, Malta. Ông được truyền chức linh mục vào ngày 26 tháng 5 năm 1984, bởi Giám mục Giáo phận Gozo Nikol Joseph Cauchi và trở thành thành viên linh mục đoàn giáo phận này.
Hai mươi năm sau đó, ngày 26 tháng 11 năm 2005, Linh mục Grech được bổ nhiệm làm Giám mục chính tòa Gozo, Malta. Lễ tấn phong cho tân giám mục đã được cử hành vào ngày 22 tháng 1 năm 2006, tại Nhà thờ chính tòa Giáo phận Gozo mang tên Assumption, tại Victoria, Malta. Chủ phong là nguyên giám mục giáo phận, Nikol Joseph Cauchi và hai vị phụ phong gồm Tổng giám mục Joseph Mercieca, Tổng giáo phận Malta và Tổng giám mục Félix del Blanco Prieto, Sứ thần Tòa Thánh tại Malta.
Ngày 2 tháng 10 năm 2019, Giám mục Grech được chọn làm Quyền Tổng Thư ký Thượng Hội đồng Giám mục, kiêm chức Giám quản Tông Tòa Giáo phận Gozo. Ông chính thức chấm dứt vai trò Giám quản vào ngày 21 tháng 8 năm 2020. Gần một tháng sau đó, Giám mục Grech được chọn làm Tổng Thư ký Thượng Hội đồng Giám mục, ngày 15 tháng 9 năm 2020. Chỉ hơn hai tháng sau đó, ngày 28 tháng 11 năm 2020, Giám mục Grech được thăng tước Hồng y Đẳng Phó tế Nhà thờ Santi Cosma e Damiano. Ông chính thức nhận nhà thờ hiệu tòa của mình vào ngày 26 tháng 9 năm 2021.